# Engracia Pastora Pérez Yépez
Engracia Pastora Pérez Yépez (Lara, Venezuela, 1910-8 de febrero de 2015), más conocida como la Niña Engracia, fue una artesana culinaria venezolana de El Tocuyo que elaboraba acemitas, emblemáticas de esta ciudad, además de pan de horno, pan de Tunja y otros dulces.

## Biografía
Pastora Pérez Yépez nació en el caserío El Cerrito, en la vía a Los Boros y a Curarigua. Sus padres fueron Martín Pérez, un agricultor, y madre Aquilina Yépez, a quien perdió a muy temprana edad. El nombre de la niña deriva del hecho de que nunca se casó. Debido a su dominio en la cocina, se dedicó a elaborar los panes tradicionales. Sus primeros intentos fueron un fracaso, las acemitas no cuajaban, hasta que le enseñaron la culinaria al que se dedicó hasta 1985, cuando su primo segundo la jubiló a sus 75 años. Vivió en el barrio Los Hornos, en la carrera 13 entre 8 y 9, donde también fundó su negocio en 1942.